# Амерички гангстер
Амерички гангстер (енгл. American Gangster) јест филм из 2007. који је режирао Ридли Скот. Главне улоге играју Дензел Вошингтон и Расел Кроу.

## Улоге
| Глумац                 | Улога                   |
| ---------------------- | ----------------------- |
| Дензел Вошингтон       | Френк Лукас             |
| Расел Кроу             | детектив Ричи Робертс   |
| Чуетел Еџиофор         | Хјуи Лукас              |
| Џош Бролин             | детектив Трапо          |
| Лимари Надал           | Ева                     |
| Кјуба Гудинг млађи     | Ники Барнс              |
| Тед Левин              | Лу Тобак                |
| Арманд Асанте          | Доминик Катано          |
| Џон Хокинс             | детектив Фреди Спирман  |
| Џон Ортиз              | детектив Хавијер Ривера |
| Риза                   | детектив Мозиз Џоунс    |
| Комон                  | Тернер Лукас            |
| Ти-Ај                  | Стиви Лукас             |
| Јул Васкез             | Алфонс Абрузо           |
| Руби Ди                | Мама Лукас              |
| Идрис Елба             | Танго                   |
| Џон Полито             | Роси                    |
| Карла Гуџино           | Лори Робертс            |
| Џо Мортон              | Чарли Вилијамс          |
| Рубен Сантијаго-Хадсон | Док                     |
| Роџер Генвер Смит      | Нејт                    |
| Кевин Кориган          | Кампизи                 |
| Норман Ридус           | детектив Норман Рајли   |

## Зарада
- Зарада у САД-у: 130.164.645 $
- Зарада у иностранству: 135.326.114 $
- Зарада у свету: 265.490.759 $